# Olszewo-Góra
Olszewo-Góra – wieś w Polsce położona w województwie podlaskim, w powiecie łomżyńskim, w gminie Jedwabne.
Prywatna wieś szlachecka Olszewo-Góry położona była w drugiej połowie XVI wieku w powiecie radziłowskim ziemi wiskiej województwa mazowieckiego. W latach 1975–1998 miejscowość administracyjnie należała do województwa łomżyńskiego.
Wierni kościoła rzymskokatolickiego należą do parafii św. Jakuba Apostoła w Jedwabnem.

## Historia
Na pobliskim Wzgórzu zamkowym do 1914 r. znajdowały się resztki dawnych umocnień Jaćwingów, które zostały rozebrane przez miejscową ludność. W okolicy odnaleźć można czczone przez nich święte kamienie. Pobliskie, pograniczne tereny, zostały ponownie zasiedlone po ustaniu zagrożenia krzyżackiego i jaćwieskiego.
Olszewo zostało około 1435 r. założone w czasie panowania księcia Władysława I. Zaludnione przez mieszkańców z okolic Ostrołęki. Później nazwane Olszewo Góra.
W roku 1827 we wsi było 17 domów i 95 mieszkańców.. W połowie XIX w. miejscowość wchodziła w skład dóbr Jedwabne. Właściciele: Rajmund Rembieliński i jego syn Eugeniusz. Pod koniec XIX w. wieś drobnoszlachecka w powiecie kolneńskim, gmina Stawiski, parafia Romany., zamieszkana przez rodziny: Olszewskich, Mroczkowskich i Ramotowskich.
Według Powszechnego Spisu Ludności z 1921 roku wieś zamieszkiwało 180 osób w 31 budynkach mieszkalnych. Podlegała pod Sąd Grodzki w Stawiskach i Okręgowy w Łomży; właściwy urząd pocztowy mieścił się w m. Stawiski.
W wyniku napaści ZSRR na Polskę we wrześniu 1939 wieś znalazła się pod okupacją sowiecką. W październiku 1939 roku weszła w skład Zachodniej Białorusi – a 2 listopada została włączona do Białoruskiej SRR. 4 grudnia 1939 włączona do nowo utworzonego obwodu białostockiego. Od czerwca 1941 roku pod okupacją niemiecką. Od 22 lipca 1941 do wyzwolenia w styczniu 1945 włączona w skład Landkreis Lomscha, Bezirk Bialystok III Rzeszy.